# FK Tuzla City
FK Tuzla City (do 2018. FK Sloga Simin Han) bosanskohercegovački je nogometni klub iz Siminog Hana kod Tuzle.

## Povijest
Klub je osnovan 1955. godine, a do 2018. je nosio naziv FK Sloga Simin Han. U sezonama 2014./15. i 2015./16. Sloga je bila prvak Druge lige FBiH – Sjever. Prvi put nisu ispunili uvjete za natjecanje u Prvoj ligi FBiH, dok su sljedeće sezone preko doigravanja izborili plasman u Prvu ligu. U doigravanju su bili bolji od cazinske Krajine (1:3, 4:0).
U sezoni 2017./18. su osvojili prvo mjesto u Prvoj ligi FBiH i ostvarili plasman u Premijer ligu. Nakon ulaska u Premijer ligu klub mijenja ime u Tuzla City.